# 定價日
定價日（value date）是金融領域中的術語，指確定資產價值價格波動的基準日期，定價日通常在資產價值隨時間變化而有差異的情況下使用，通常適用於遠期外匯、期權和其他衍生工具，以及應付或應收的利息。
定價日還可以代表：
- 在會計學中，指的是入帳生效的日期。
- 在銀行業中，指的是資金交易的交付日期。對於即期交易來說是未來結算的日期。在即期外匯交易中，通常是在交易達成協議後的兩天。
- 在網路銀行和電子支付中，指的是支付稅金的日期，通常與網路銀行和電子支付的支付日期相同。